# Église Saint-Matthieu de Colmar
Pour les articles homonymes, voir Église Saint-Matthieu.
L'église Saint-Matthieu (ancienne église des Franciscains, puis église protestante Saint-Mathieu) est un monument historique situé à Colmar, dans le département français du Haut-Rhin.
Du fait que ses remarquables qualités phoniques, elle accueille tous les ans un festival international de musique.

## Localisation
L'édifice est situé Grand-Rue à Colmar.

## Historique
La nef de l'ancienne église franciscaine a été construite en 1292. La ville en devient propriétaire en 1543 et installe un hôpital dans les bâtiments conventionnels.
À la suite de la Réforme luthérienne, cet édifice est mis à disposition des protestants en 1575.
Le culte luthérien est interdit par les jésuites entre 1627 et 1632, année où Gustaf Horn, général du roi de Suède, s’empare de la ville de Colmar et les chasse.
L'arc entre la nef et le chœur est murée en 1715 sur ordre du roi de France. Ce chœur est rendu aux protestants en 1937 mais le mur de séparation n'est détruit qu'en 1987.
Cette même nef a fait l'objet d'une restauration entre 1991 à 1997.
L'ancienne église fait l'objet d'un classement au titre des monuments historiques depuis le 2 novembre 1948.

## Architecture
Des bâtiments de l'époque, il ne reste que la chapelle, affectée au culte protestant. Elle se compose d'un chœur long de 30 m et haut de 23, étroit mais largement éclairé par de grandes baies. La nef, longue de 43 m, et les bas-côtés, réservés aux fidèles, sont séparés du chœur par un jubé.
Ce même jubé abrite un christ en bois datant de fin XVe début XVIe siècle.
Les grandes orgues sont une œuvre de Silbermann créé en 1731 et sont classés à titre objet aux monuments historiques, le 23 septembre 1986 pour sa partie instrumentale et le 23 juin 1988 pour son buffet.
Les panneaux des balustrades et des tribunes sont décorés de peintures à l'huile.
Ses remarquables qualités acoustiques lui permettent d'accueillir chaque année un festival international de musique.

## Galerie

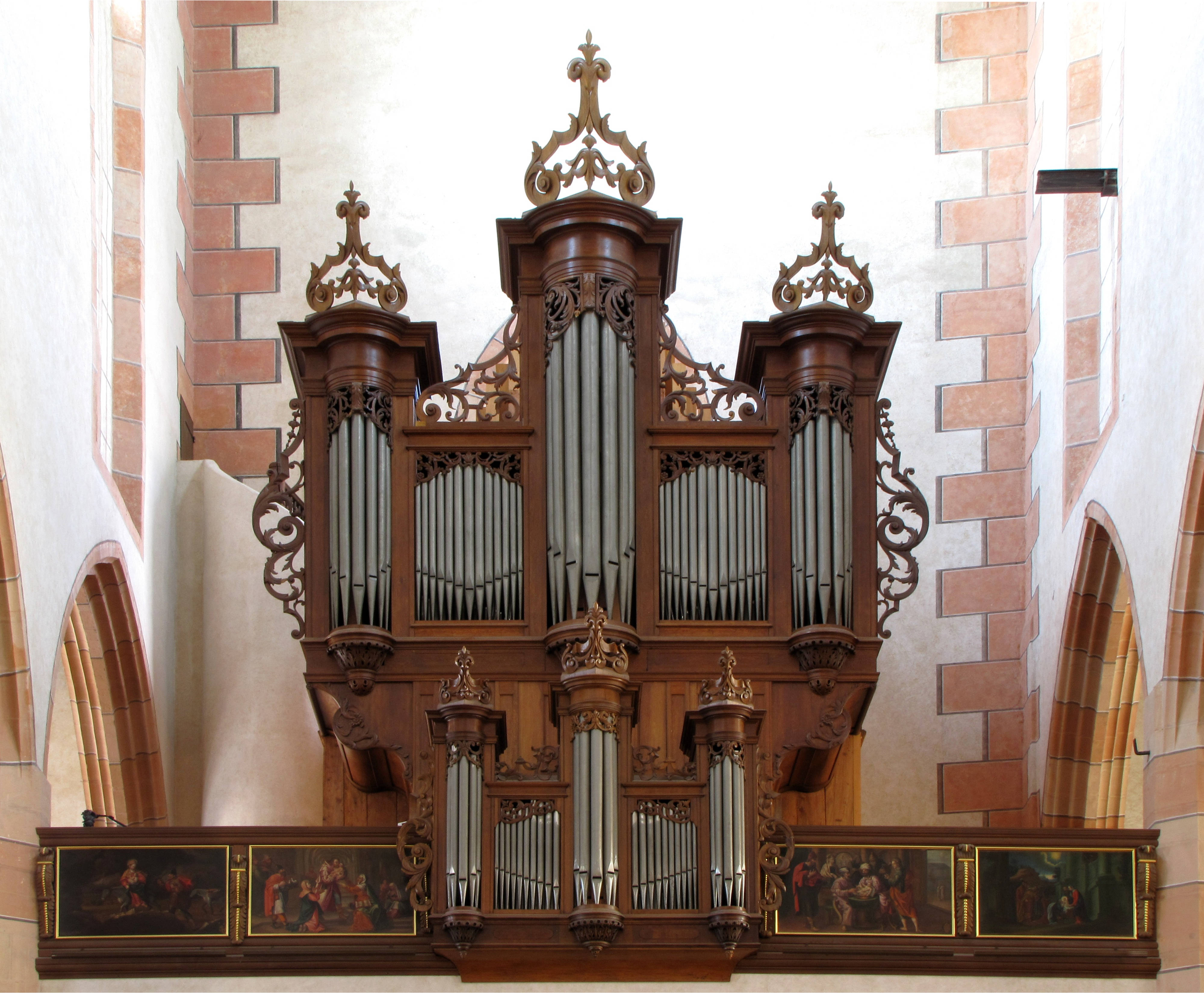
Orgue de tribune et peintures (XVIIIe siècle).
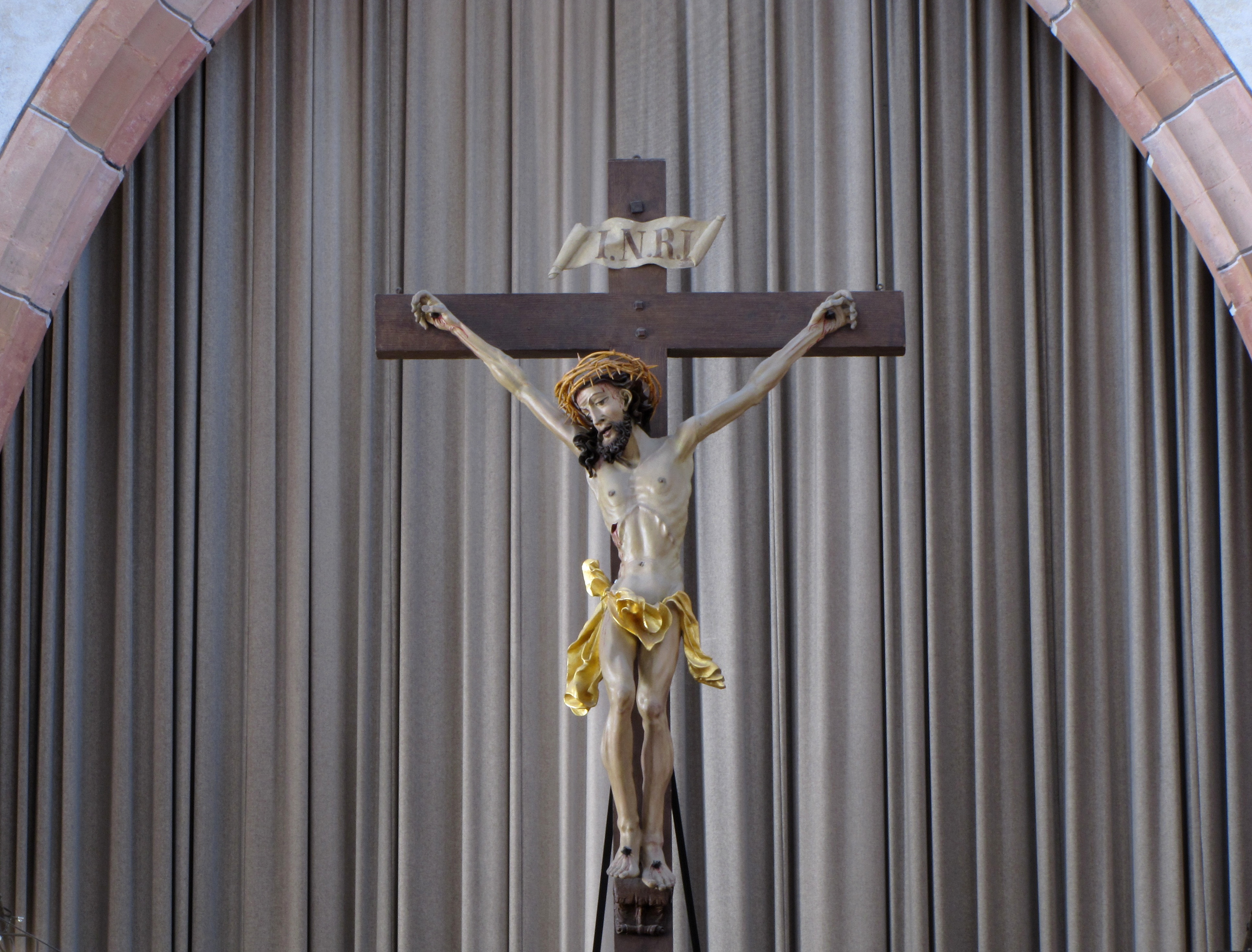
Christ en croix (XVIIIe siècle).

### Peintures décorant la balustrade et la tribune de Jean-Baptiste Wulcken

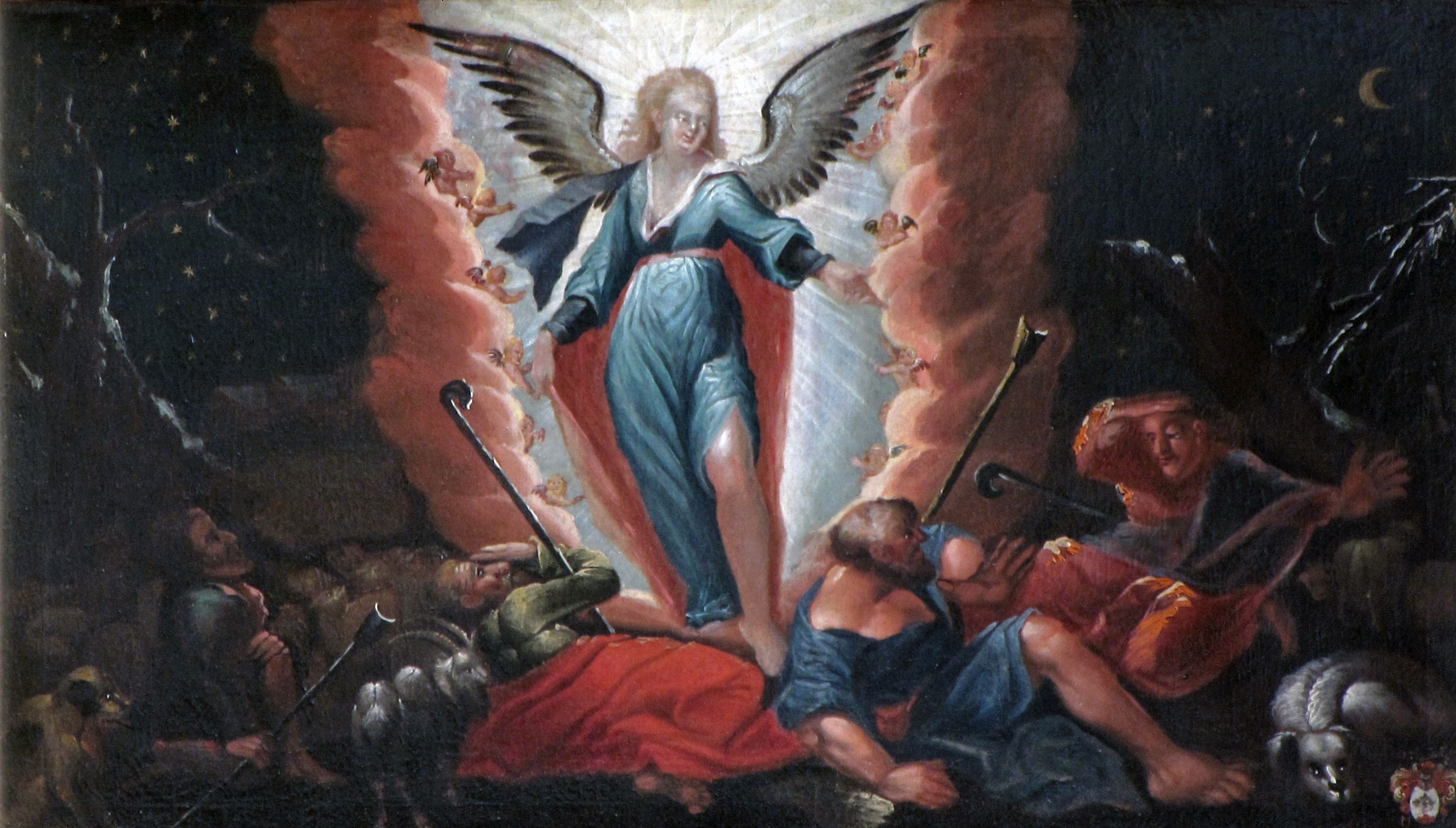
Annonce de la naissance de Jésus aux bergers
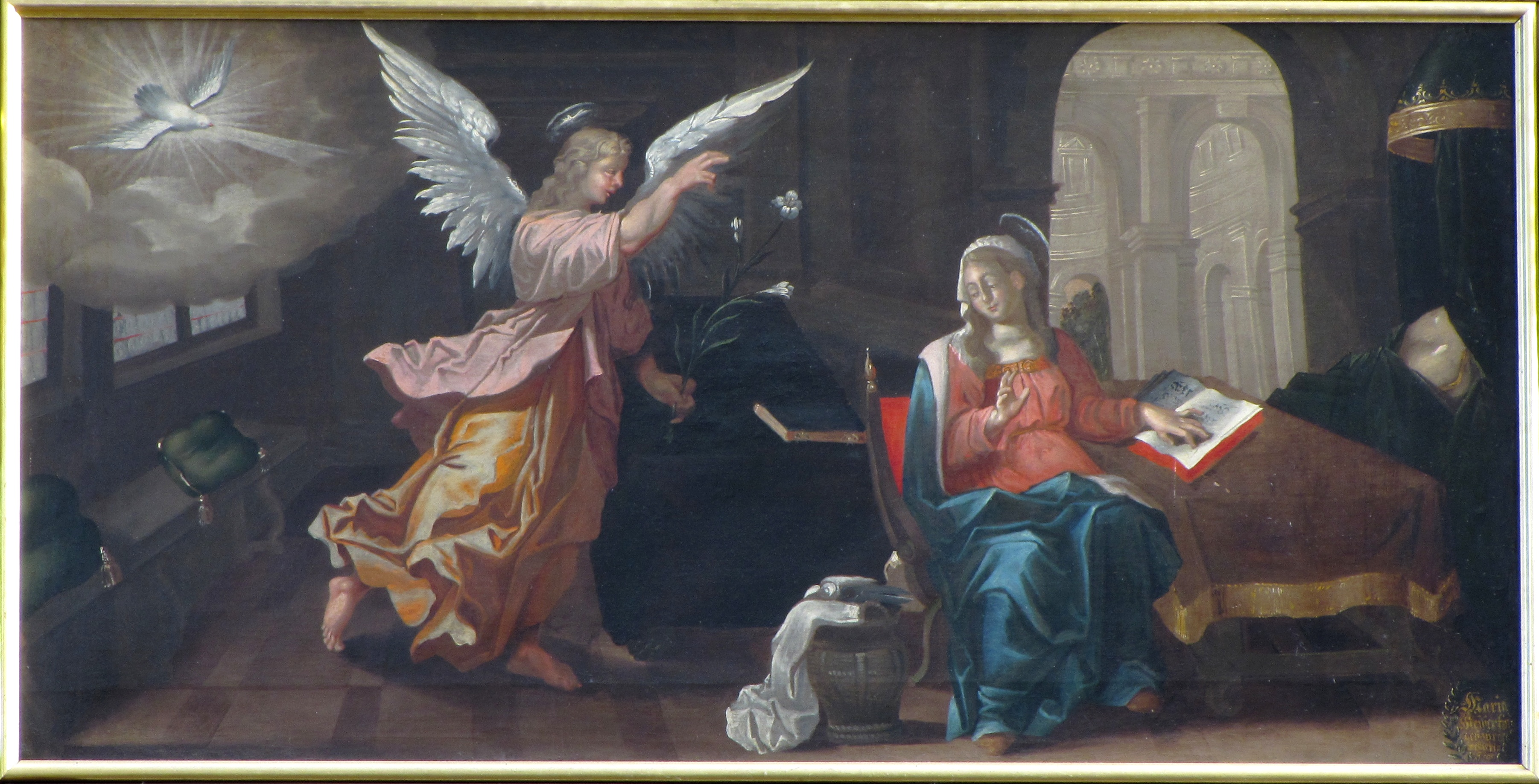
Annonciation.
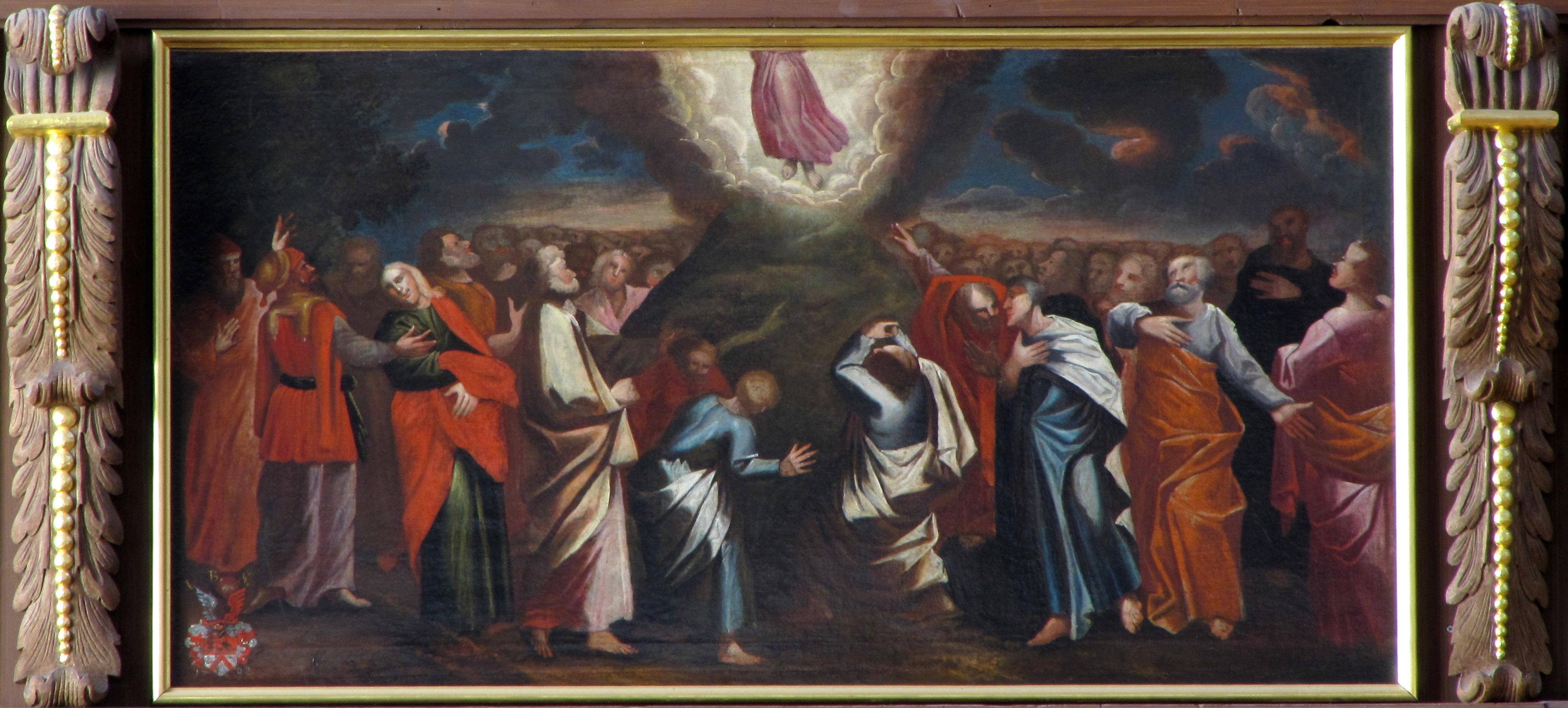
Ascension.
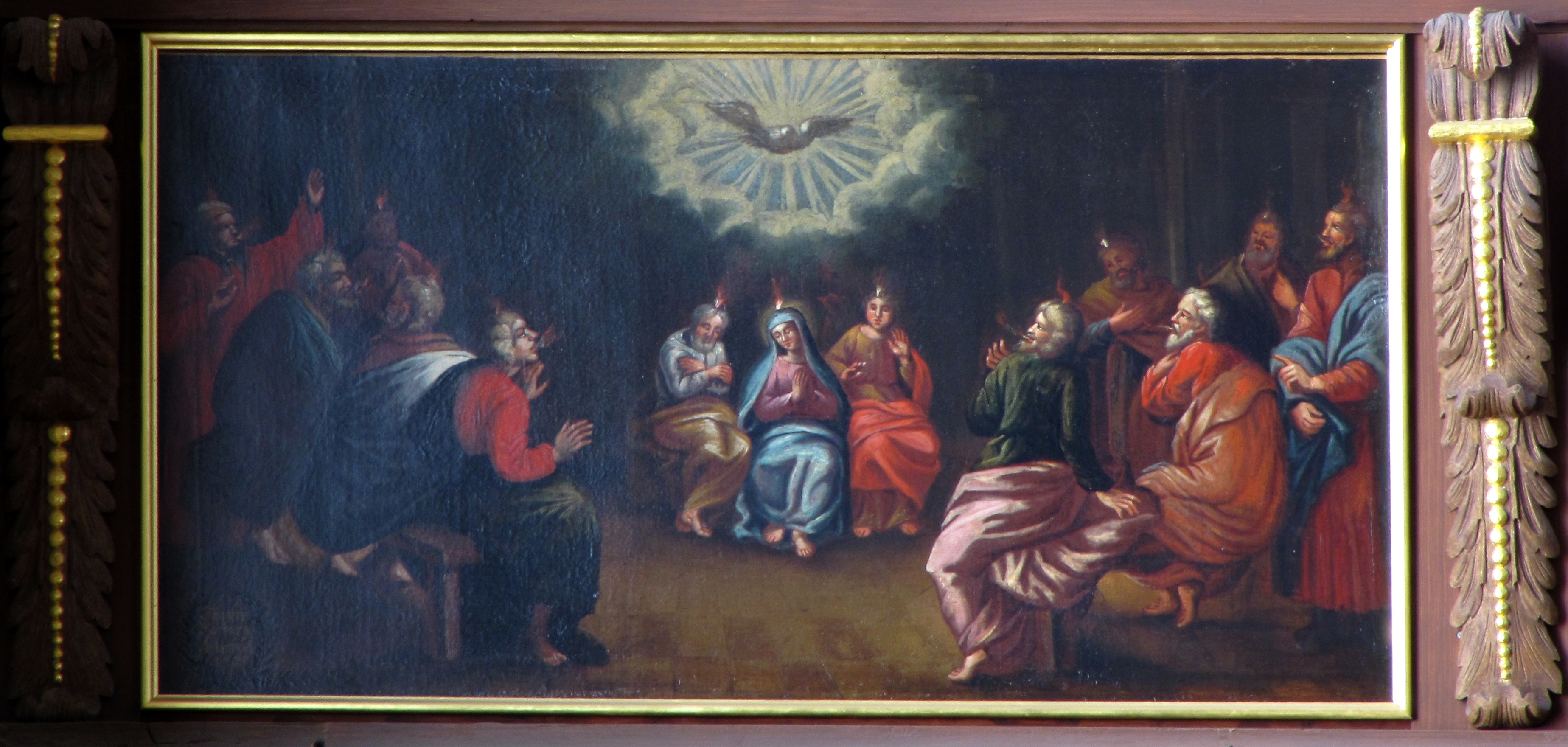
Pentecôte.
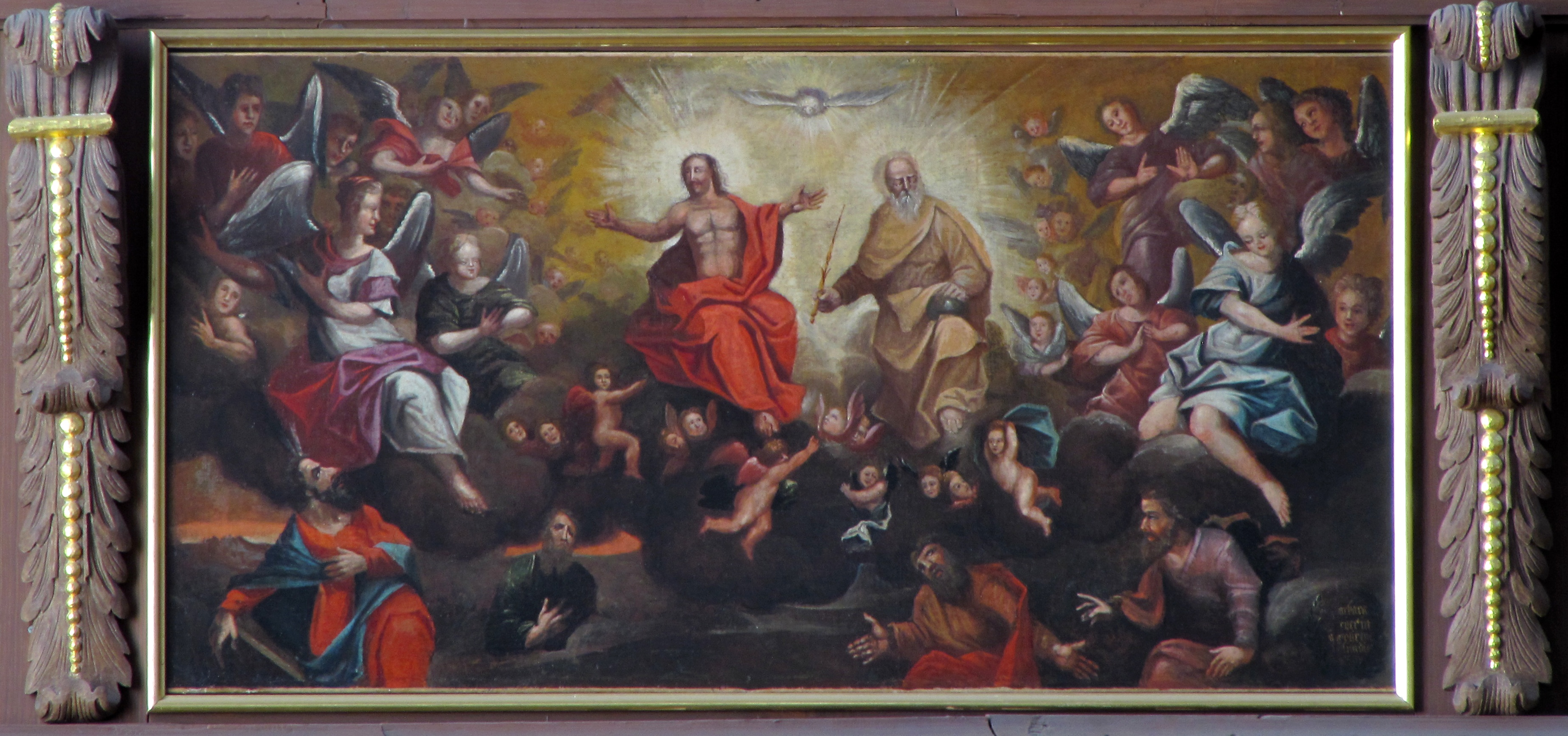
Sainte Trinité.
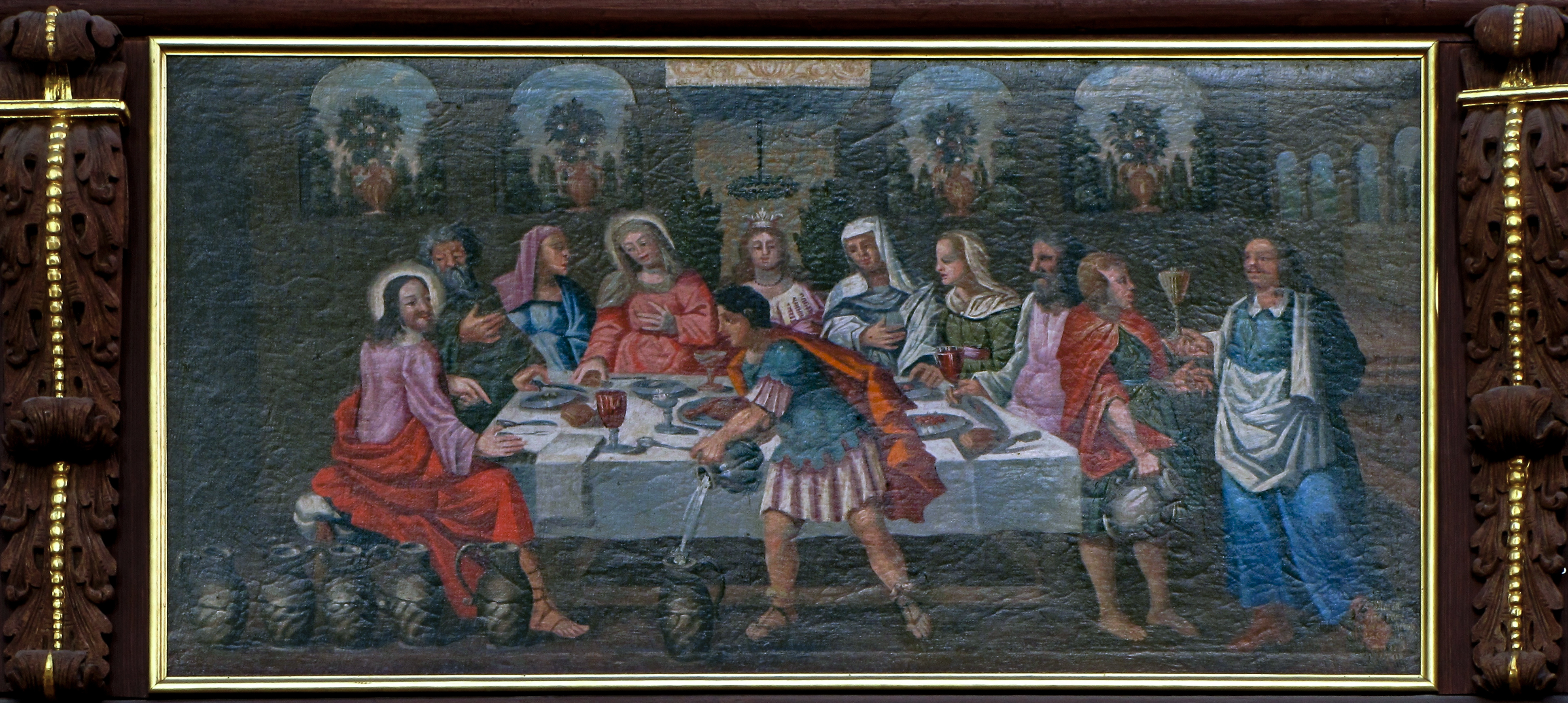
Noces de Cana.
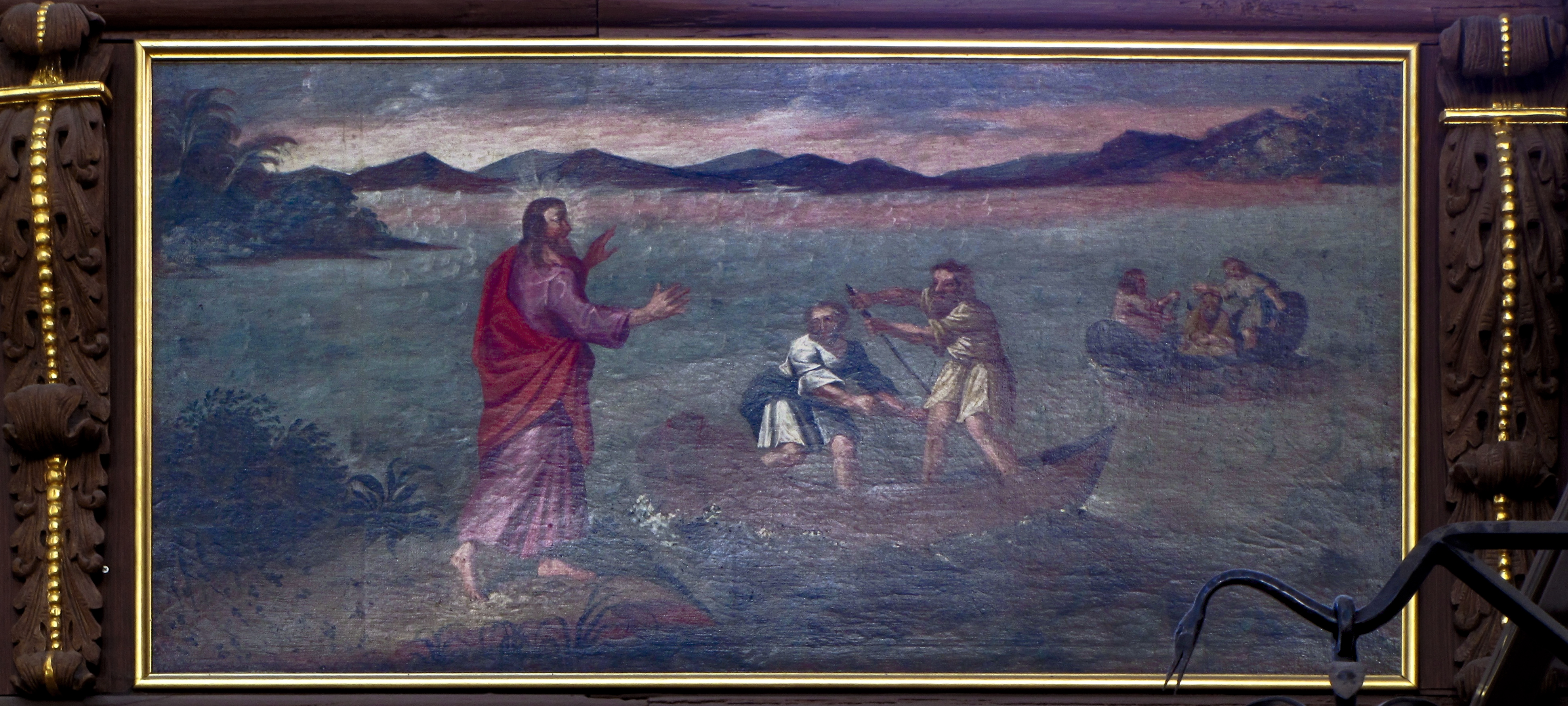
Pêche miraculeuse
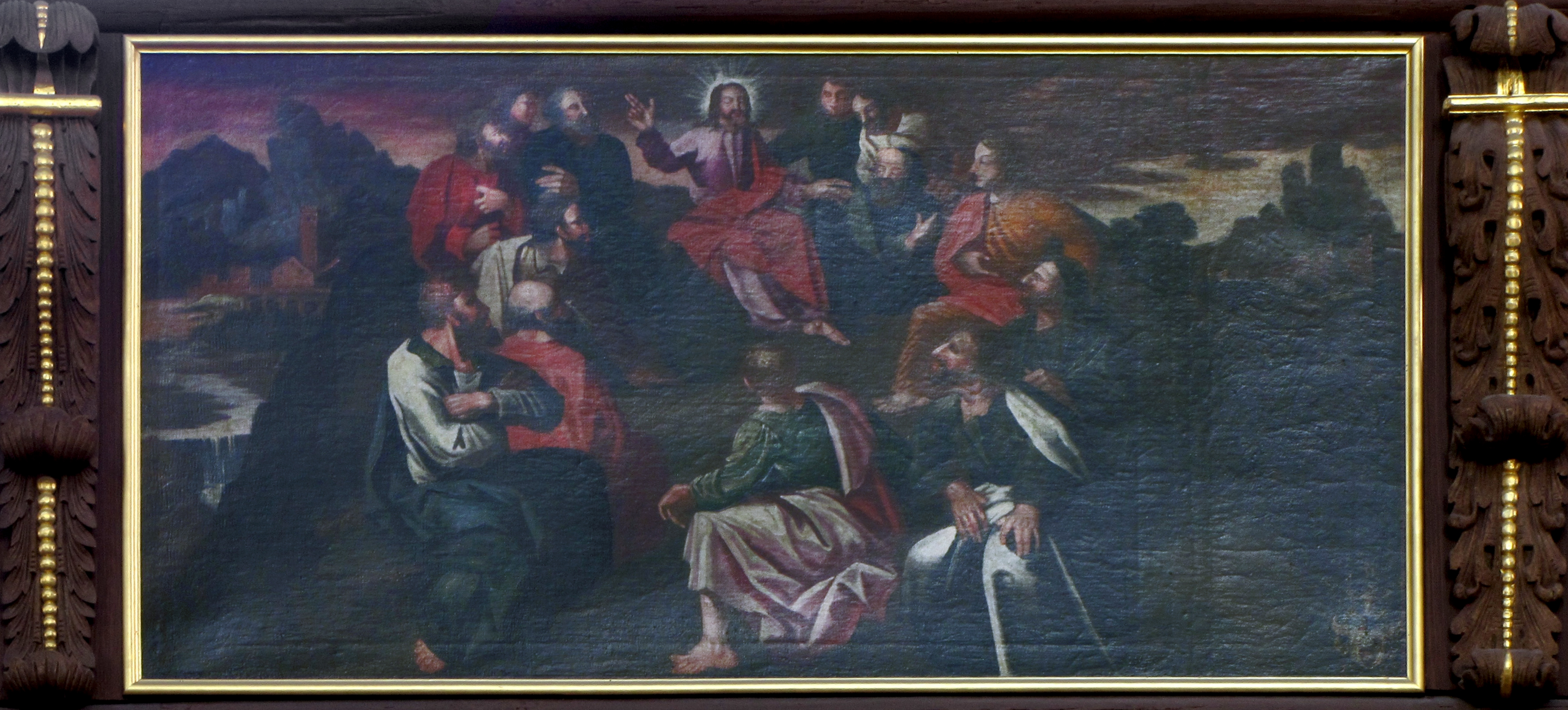
Sermon sur la montagne.
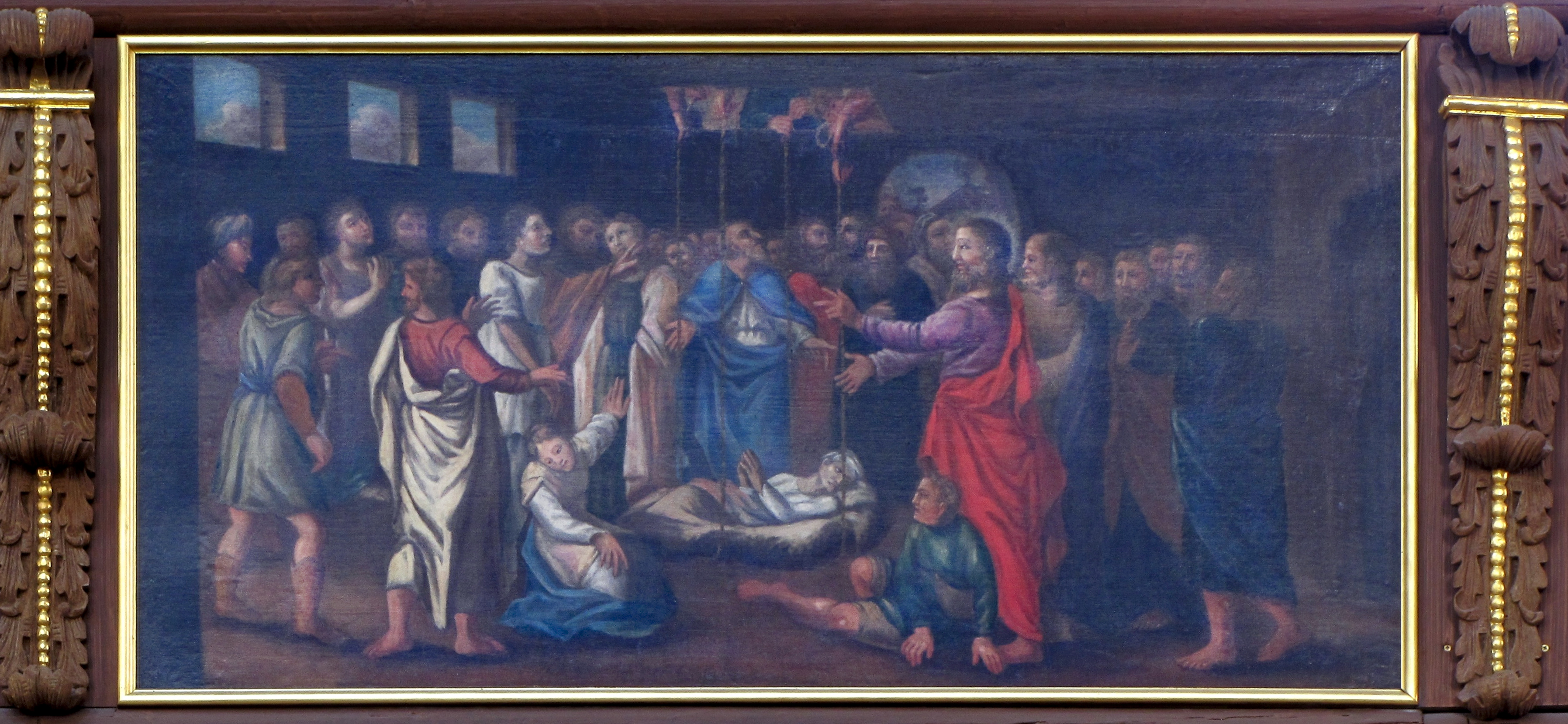
Guérison d'un paralytique.
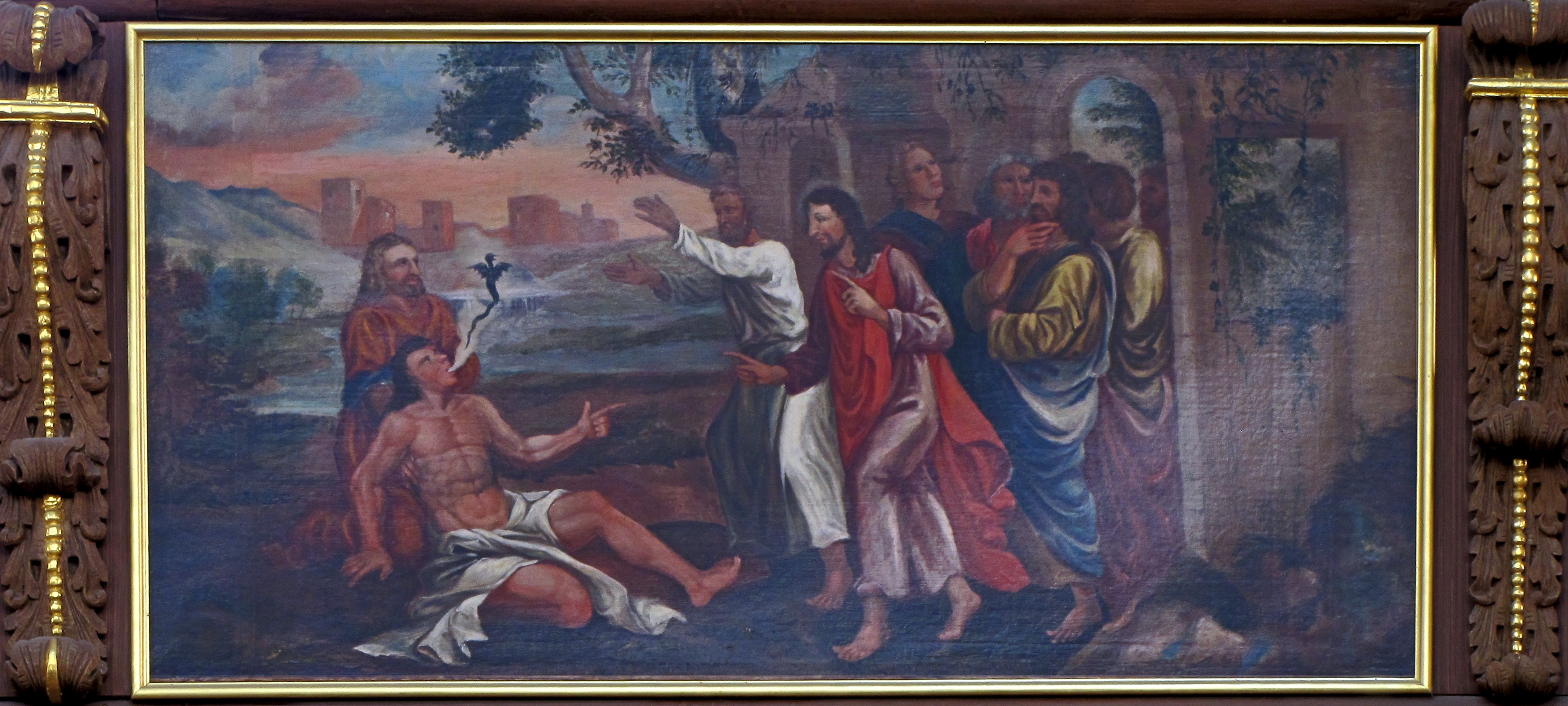
Guérison du possédé.
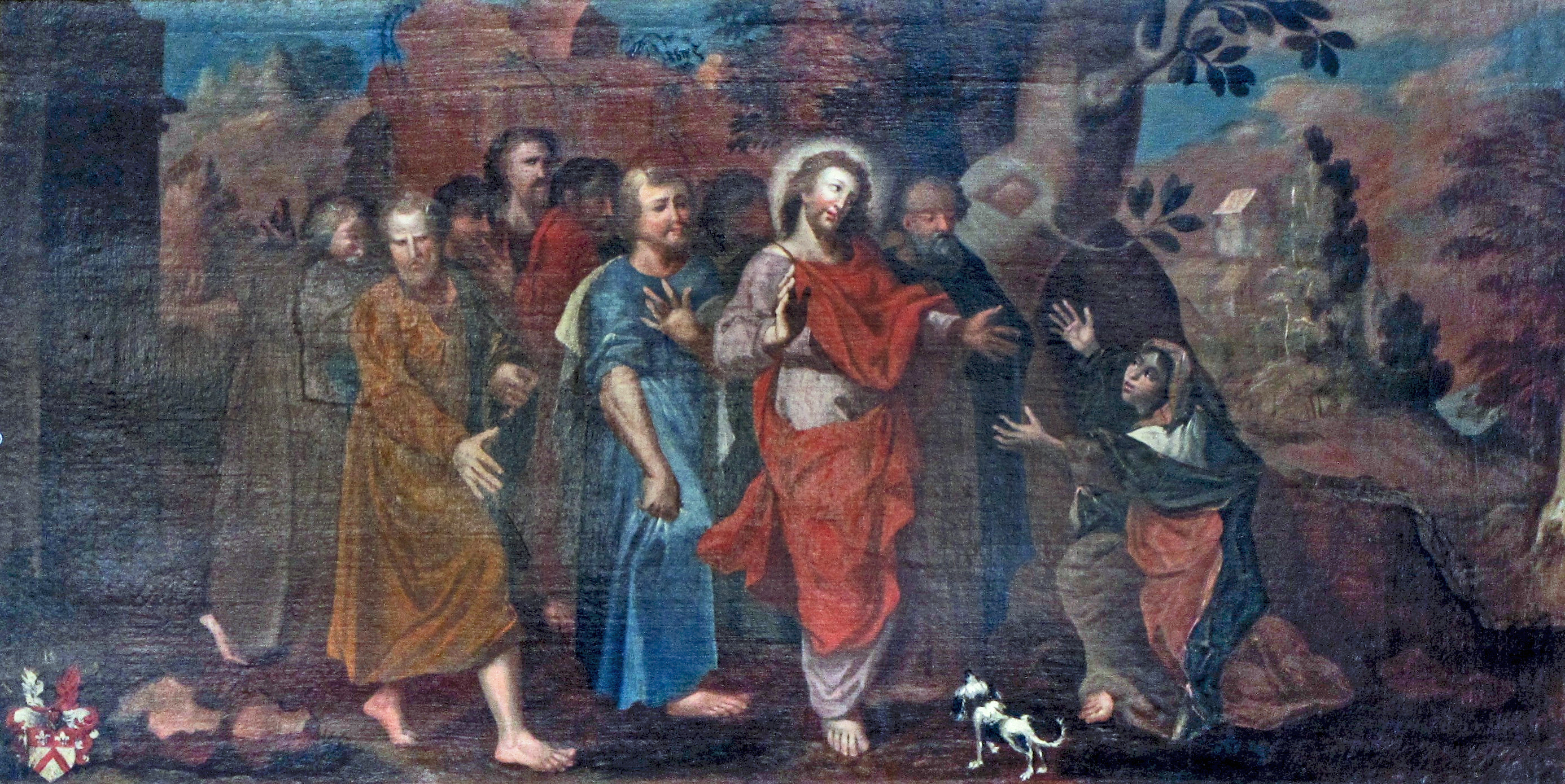
Miracle de Jésus.
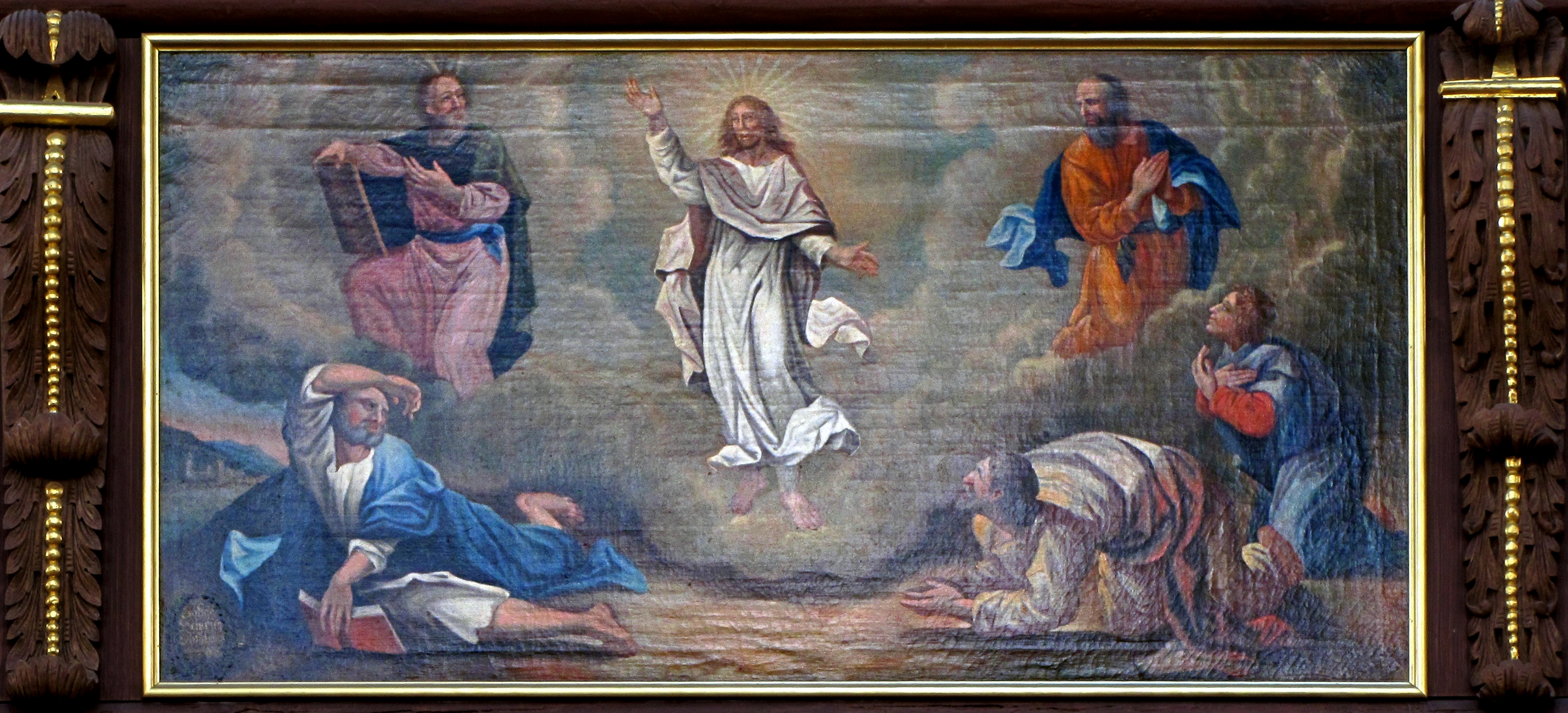
Transfiguration.
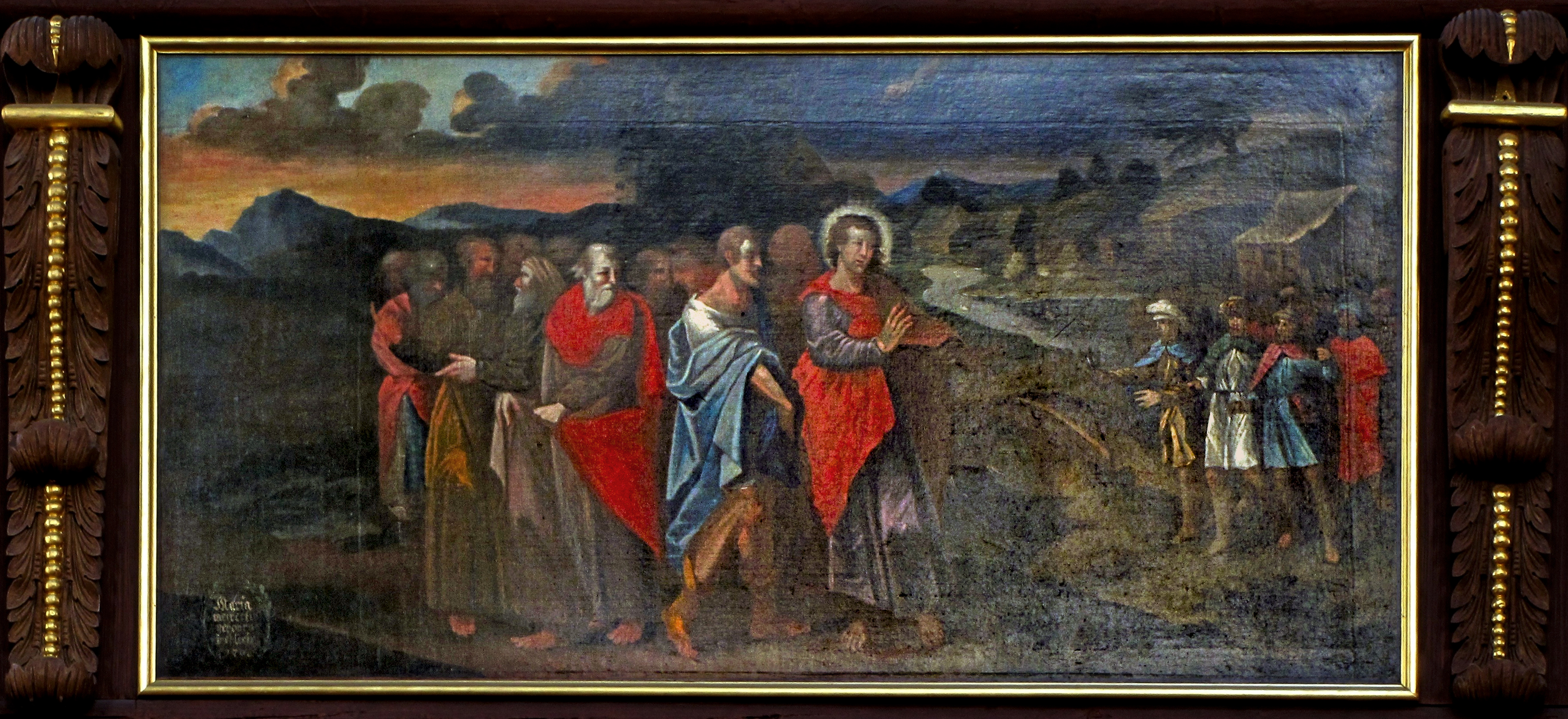
Arrestation de Jésus.
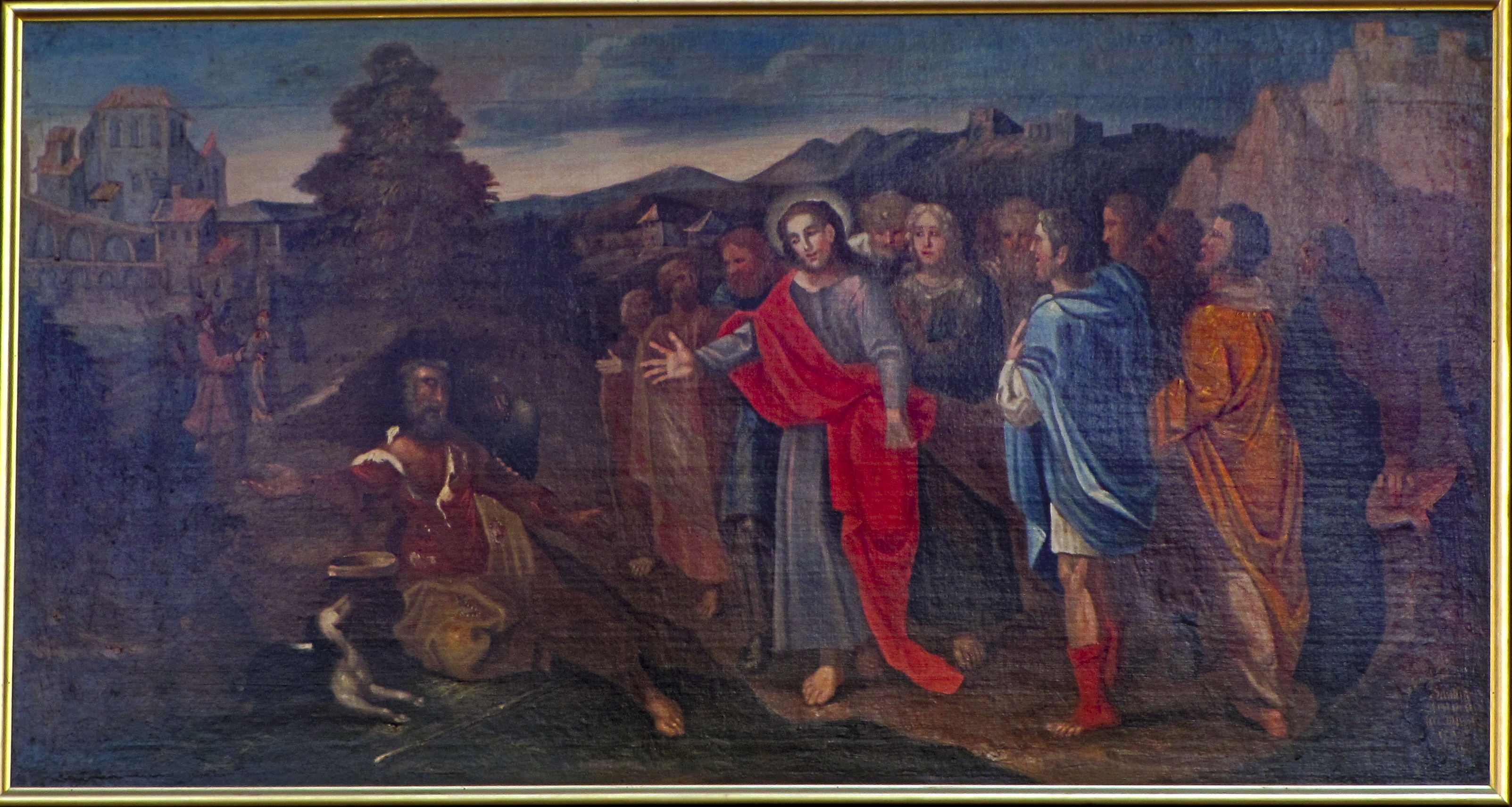
Miracle de Jésus.